# Gales del Norte
Gales del Norte (del galés: Gogledd Cymru) es una región no oficial en el extremo norte de Gales, limitando al sur con Gales Central y al este con Inglaterra.
Comprende la isla de Anglesey, la península de Lleyn (Llŷn en galés) y la cordillera de Snowdonia, junto al encuentro de los ríos Conwy, Clwyd y Dee.
Tradicionalmente, la mayoría de Gales del Norte pertenecía al reino de Gwinedd.
Actualmente la región está formada por las siguientes áreas administrativas:
- el condado municipal de Wrexham (Wrecsam)
- el condado de Flintshire (Sir y Fflint)
- el condado de Denbighshire (Sir Ddinbych)
- el condado municipal de Conwy
- el condado de Gwynedd
- el condado de la isla Anglesey (Ynys Môn)

Sin embargo, el término Gales del Norte podría usarse para describir la mitad norte de Gales, incluyendo zonas del norte como Powys y Ceredigion.

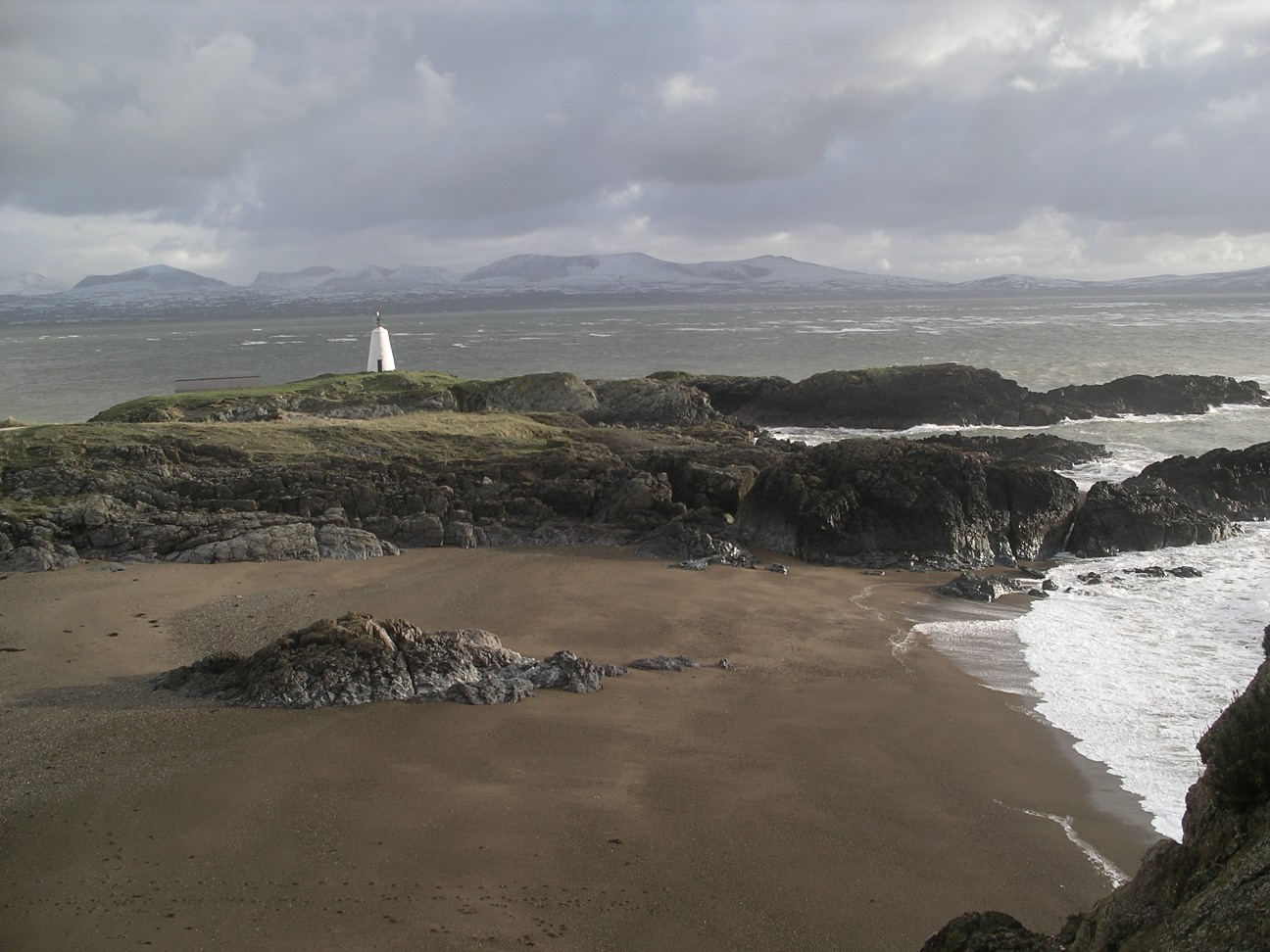
Isla Llanddwyn. Faro antiguo, Snowdonia al fondo.

El área es en su mayoría rural, con muchas montañas y valles. Esto, en combinación con su costa (sobre el mar de Irlanda), ha consolidado el turismo como la principal fuente de ingresos. La agricultura, que era antes la fuerza económica principal, ha perdido mucha importancia. El ingreso promedio per cápita de la población local es el más bajo del Reino Unido y gran parte de la región tiene el estatus Objetivo 1 de la Unión Europea.
La parte este de Gales del Norte contiene las áreas más pobladas, con más de 300.000 personas viviendo en las zonas alrededor de Wrexham y Deeside. Wrexham es la ciudad más grande de Gales del Norte, con una población de 68.000 personas en 2005. La mayoría de otros asentamientos están a lo largo de la costa, incluidas algunas ciudades de importancia turística, como Rhyl, Llandudno y Pwlleli. El camino A55 une estos pueblos con el norte de Inglaterra y el puerto de Holyhead, para los ferris hacia Irlanda; pocas rutas conectan Gales del Norte con Gales del Sur. Hay dos ciudades con catedral: Bangor y San Asaph, así como algunos castillos medievales (por ejemplo los castillos de Criccieth, Dolbadarn, Harlech, Caernarfon, Beaumaris y Conwy).
Gales del Norte tiene una identidad regional particular. Su dialecto del idioma galés difiere del de otras regiones, como Gales del Sur, en varias formas: por ejemplo llefrith está muy difundido en el Norte, en lugar de llaeth ("leche"), y una oración simple como vete arriba ahora mismo (inglés: "go upstairs now") se dice Dos i fyny'r grisiau rwan en Gales del Norte, mientras que se diría Cer lan y stâr nawr en el Sur. Informalmente, al poblador de Gales del Norte (especialmente a quien usa este dialecto o acento) se le conoce como gog (del galés gogledd, que significa "norte").

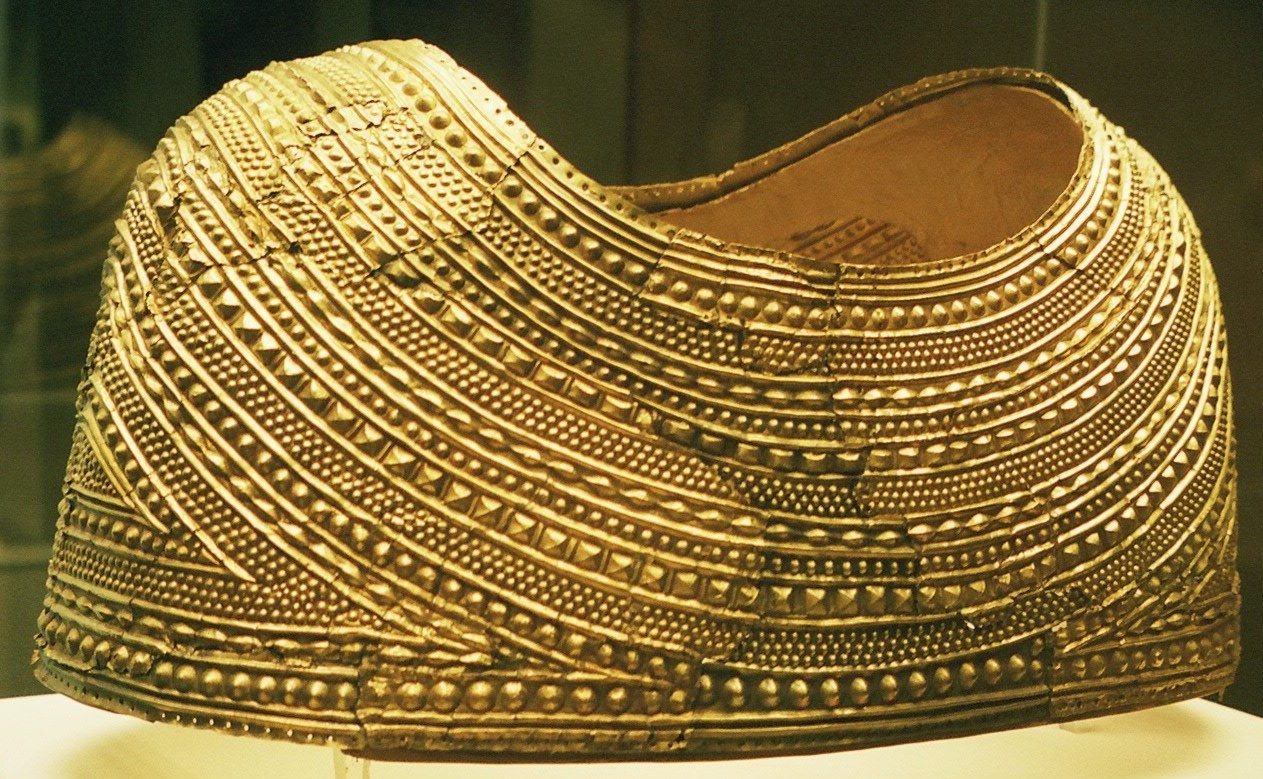
Capa de oro de Mold, de la Edad de bronce, hallada en Mold, Gales del Norte. Pieza expuesta en el Museo Británico de Londres.

Por propósitos varios, Gales puede ser dividida en sólo tres regiones: Gales del Norte, Gales del Sur y Gales del Oeste. En esta situación, la frontera entre Gales del Norte y Gales del Oeste está delimitada por la línea entre Ceredigion y Powys. El mismo Powys está dividido con el Condado Tradicional de Brecknockshire en Gales del Sur, siendo incluido Montgomeryshire en Gales del Norte.

## Medios locales
- La televisión es provista por BBC Wales en toda el área, y por BBC Noroeste en las áreas de la frontera este. Flintshire, Denbighshire y el Gran Wrexham se encuentran en el área de transmisión tanto de ITV Wales & West como de Television Granada/ITV Centro Oeste, S4C y Channel 4.
- Entre las estaciones independientes de radio local se encuentran: Marcher Sound (Wrexham, Chester y Flintshire), Coast 96.3 (costa de Gales del Norte), Champion 103 (Gwynedd y Anglesey) y Radio Maldwyn (Gales del Centro; señal especialmente fuerte en el Gran Wrexham). Radio Ciudad 96.7, Dee 106.3, Señal Uno, Radio Beacon, Buzz 97.1 (una estación hermana de Marcher Sound) y otras estaciones se pueden oír desde el noreste.
- No hay estaciones locales de la BBC Radio en Gales del Norte, pero los servicios nacionales BBC Radio Wales y BBC Radio Cymru alcanzan a gran parte del área. BBC Radio Merseyside, Manchester y Lancashire son fuertes en las áreas del este. La BBC Radio Cumbria se recibe también en algunas zonas costeras.

## Circunscripciones electorales relacionadas
Gales del Norte fue una circunscripción electoral del Parlamento Europeo hasta 1999.
Actualmente hay una región electoral para la Asamblea Nacional de Gales (con este nombre usado en paralelo con las circunscripciones electorales menores) para elegir miembros superiores bajo el Sistema de Miembros Adicionales, el cual cubre el noroeste de Gales (más específicamente, el área completa que incluía el antiguo condado de Clwyd de antes de 1996), así como las regiones costeras en el extremo norte del noroeste de Gales. El resto de Gales del Norte está cubierto por Gales del Centro del Oeste (Asamblea Nacional por la región electoral de Gales).